# 皮耶讷翁维莱尔
皮耶讷翁维莱尔（法語：Piennes-Onvillers）是法国皮卡第大区索姆省的一个市镇，属于蒙迪迪耶区蒙迪迪耶县。该市镇2009年时的人口为363人。

## 人口
皮耶讷翁维莱尔人口变化图示
| 数据来源：INSEE |